# 强巴
强巴（藏語：བྱམས་པ，威利转写：byams pa，1914年—2002年3月28日），别名安多强巴（藏語：ཨ༌མདོ་བྱམས་པ，威利转写：a mdo byams pa），男，藏族，青海尖扎人，中国画家，曾任中国美术家协会理事。